# Гормозеро
Гормозеро — озеро на территории Паданского сельского поселения Медвежьегорского района Республики Карелии.

## Общие сведения
Площадь озера — 1,9 км², площадь водосборного бассейна — 131 км². Располагается на высоте 150,5 метров над уровнем моря.
Форма озера лопастная, подковообразная. Берега изрезанные, каменисто-песчаные, местами заболоченные.
Через озеро протекает река Пюльва, вытекающая из озера Пюльвясъярви и впадающая в Сегозеро.
В озере расположен один относительно крупный (по масштабам водоёма) остров без названия.
Рыбы: щука, плотва, налим, окунь.
С запада от озера проходит лесовозная дорога. С севера — дорога местного значения 86К-165 («Чёбино — Паданы — Шалговаара — Маслозеро»).
Код объекта в государственном водном реестре — 02020001111102000007048.